# Diócesis de Keningau
La diócesis de Keningau (en latín: Dioecesis Keningauen(sis), en malayo: Keuskupan Roman Katolik Keningau y en inglés: Roman Catholic Diocese of Keningau) es una circunscripción eclesiástica latina de la Iglesia católica en Malasia, sufragánea de la arquidiócesis de Kota Kinabalu. La diócesis tiene al obispo Cornelius Piong como su ordinario desde el 17 de diciembre de 1992. 

## Territorio y organización
La diócesis tiene 18 298 km² y extiende su jurisdicción sobre los fieles católicos de rito latino residentes en la división Interior (Bahagian Pedalaman) del estado de Sabah.
La sede de la diócesis se encuentra en la ciudad de Keningau, en donde se halla la Catedral de San Francisco Javier.
En 2019 en la diócesis existían 10 parroquias.

## Historia
La diócesis fue erigida el 17 de diciembre de 1992 con la bula Opitulante quidem del papa Juan Pablo II, obteniendo el territorio de la diócesis de Kota Kinabalu (hoy arquidiócesis).
Originalmente sufragánea de la arquidiócesis de Kuching, el 23 de mayo de 2008 se unió a la provincia eclesiástica de la arquidiócesis de Kota Kinabalu.

## Estadísticas
De acuerdo al Anuario Pontificio 2020 la diócesis tenía a fines de 2019 un total de 135 800 fieles bautizados.
| Año                                                                             | Población            | Población | Población      | Sacerdotes | Sacerdotes    | Sacerdotes    | Bautizados por sacerdote | Diáconos permanentes | Religiosos | Religiosos | Parroquias |
| Año                                                                             | Bautizados católicos | Total     | % de católicos | Total      | Clero secular | Clero regular | Bautizados por sacerdote | Diáconos permanentes | Varones    | Mujeres    | Parroquias |
| ------------------------------------------------------------------------------- | -------------------- | --------- | -------------- | ---------- | ------------- | ------------- | ------------------------ | -------------------- | ---------- | ---------- | ---------- |
| 1999                                                                            | 83 195               | 394 400   | 21.1           | 6          | 6             |               | 13 865                   |                      | 4          | 28         | 9          |
| 2000                                                                            | 87 066               | 413 200   | 21.1           | 9          | 9             |               | 9 674                    |                      | 3          | 28         | 9          |
| 2001                                                                            | 90 592               | 514 500   | 17.6           | 9          | 9             |               | 10 065                   |                      | 3          | 28         | 9          |
| 2002                                                                            | 93 713               | 529 935   | 17.7           | 9          | 9             |               | 10 412                   |                      | 3          | 34         | 9          |
| 2003                                                                            | 95 999               | 543 183   | 17.7           | 10         | 10            |               | 9599                     |                      | 3          | 38         | 10         |
| 2004                                                                            | 98 362               | 550 026   | 17.9           | 11         | 11            |               | 8942                     |                      | 3          | 54         | 10         |
| 2006                                                                            | 102 777              | 561 000   | 18.3           | 11         | 11            |               | 9343                     |                      | 13         | 64         | 10         |
| 2013                                                                            | 122 479              | 434 723   | 28.2           | 19         | 17            | 2             | 6446                     |                      | 15         | 52         | 11         |
| 2016                                                                            | 128 900              | 472 000   | 27.3           | 17         | 16            | 1             | 7582                     |                      | 25         | 44         | 10         |
| 2019                                                                            | 135 800              | 494 900   | 27.4           | 17         | 16            | 1             | 7988                     |                      | 25         | 44         | 10         |
| Fuente: Catholic-Hierarchy, que a su vez toma los datos del Anuario Pontificio. |                      |           |                |            |               |               |                          |                      |            |            |            |

## Episcopologio
- Cornelius Piong, desde el 17 de diciembre de 1992